# HMS Kempenfelt (R03)
«Кемпенфельт» (англ. HMS Kempenfelt (R03) — військовий корабель, лідер ескадрених міноносців типу «W» Королівського військово-морського флоту Великої Британії часів Другої світової війни та ВМС СФРЮ часів Холодної війни.
Ескадрений міноносець «Кемпенфельт» закладений 24 червня 1942 року на верфі компанії John Brown & Company у Клайдбанку. 8 травня 1943 року він був спущений на воду, а 25 жовтня 1943 року увійшов до складу Королівських ВМС Великої Британії. Есмінець брав участь у бойових діях на морі в Другій світовій війні, бився в Середземному морі та на Тихому океані.

## Бойовий шлях

### У складі ВМС Великої Британії

#### 1944
На початку січня 1944 року «Кемпенфельт» разом з крейсерами «Орайон» та «Спартан», лідером есмінців «Інглефілд» та есмінцями «Джервіс», «Джейнес», «Лафорей», «Лоял», «Тенашіос», «Арчін» здійснював артилерійську підтримку підрозділів 1-ї британської піхотної дивізії, що висадилась на італійський берег поблизу Анціо.
21 січня разом з «Інглефілд» та французьким есмінцем «Малін» обстрілював позиції німців в Гаеті.
22 серпня корабель входив до складу угруповання британського флоту, яке діяло в операції «Гудвуд». «Кемпенфельт» з лінкором «Дюк оф Йорк», крейсерами «Бервік» і «Девоншир» та 13 есмінцями супроводжували авіаносці «Індіфатігебл», «Фомідебл» і «Ф'юріос», що здійснювали повітряний напад на німецький лінійний корабель «Тірпіц». Після завершення 24 серпня «Кемпенфельт» відплив до Кардіффа.
У грудні 1944 року лідер есмінців забезпечував разом з іншими кораблями британського флоту прикриття авіаносної групи, що здійснювала повітряні напади на Белаван (острів Суматра).

#### 1945
4 січня 1945 року 63-тя об'єднана оперативна група британського флоту завдала потужного удару по нафтопереробній інфраструктурі у Пангкаланзі на Суматрі, де хазяйнували японські окупанти.
24 січня 1945 року британці провели черговий наліт у ході операції «Меридіан» на об'єкти нафтової промисловості в Палембанг.

### У складі ВМС Югославії
У 1956 році корабель був проданий Югославії, після модернізації та ремонту, у лавах ВМС СФРЮ як «Котор». Ніс службу до 1971 року, після чого був розібраний на метал.